# Obognano
Obognano o Obognan (in croato: Obonjan, è detto anche otok Mladosti, ossia "isola della gioventù") è un isolotto disabitato della Croazia, situato di fronte alla costa dalmata, a est di Sebenico; fa parte dell'arcipelago di Sebenico. Amministrativamente appartiene alla città di Sebenico, nella regione di Sebenico e Tenin.

## Geografia
Obognano si trova a sud-est di Smolan e dista circa 760 m da punta Sira (rt Sir). L'isola misura circa 1,6 km di lunghezza per un massimo di 530 m; ha una superficie di 0,55 km², il suo sviluppo costiero è di 3,79 km, l'altezza massima è di 56 m s.l.m.

## Isole adiacenti
- Isolotti Sorelle (Sestrica Vela e Sestrica Mala), a sud-est.
- Zoccolo[10], Zoccol[5], Socol[7] o Zocol[6] (Sokol), scoglio a sud di Obognano, a circa 800 m[2]; misura circa 200 m[2] di lunghezza ed è alto 11 m[2] 43°40′04″N 15°48′38″E.

## Storia
Prima della guerra d'indipendenza croata, a cominciare dagli anni Settanta del secolo scorso, l'isola è stata gradatamente resa ospitale da gruppi di scout provenienti da tutta la ex Jugoslavia che ne hanno fatto un'oasi estiva per la gioventù costruendo un serbatoio d'acqua, un anfiteatro, campi da gioco e campeggi. Durante la guerra è stato un ricovero per rifugiati. Dopo la partenza dei profughi l'isola è stata registrata come proprietà della città di Sebenico e, nel 2004, è stata messa in vendita. Nel 2015 è stata ceduta a promotori britannici che desiderano promuovere eventi di musica elettronica.

### Cartografia
- (HR) Mappa topografica della Croazia 1:25000, su preglednik.arkod.hr. URL consultato il 1º gennaio 2017.
- G. Giani, Carta prospettiva delle Comuni censuarie della Dalmazia, foglio 6, 1839. Fondo Miscellanea cartografica catastale, Archivio di Stato di Trieste.
- Carta di cabottaggio del mare Adriatico, foglio VII, Milano, Istituto geografico militare, 1822-1824. URL consultato il 22 dicembre 2016 (archiviato dall'url originale il 13 aprile 2013).